# جعبه شنی (امنیت رایانه)
در امنیت رایانه‌ای جعبهٔ شنی (به انگلیسی: Sandbox) یک سازوکار حفاظتی برای جدا نگاه‌داشتن بعضی نرم‌افزارهای در حال اجرا در آن واحد با دیگر نرم‌افزارهاست، و اغلب برای اجرای کدهای تست نشده یا برنامه یا تارنماهای غیرقابل اعتماد مورد استفاده قرار می‌گیرد، تا خطرات احتمالی سیستم‌عامل یا میزبان را تهدید نکند.

## عملکرد
جعبهٔ شنی معمولاً منابعی را به صورت کنترل شده در اختیار برنامه مهمان قرار می‌دهد. مثلاً قطعه‌ای از حافظه و دیسک به صورت چک‌نویس در اختیار برنامه مهمان قرار می‌گیرد. در جعبهٔ شنی دسترسی برنامه مهمان به منابع سیستم، ارتباط شبکه، سرکشی به سیستم میزبان و دستگاه‌های ورودی، معمولاً مسدود یا به شدت محدود و کنترل می‌شوند.
در جعبهٔ شنی، حالتی نظیر مجازی‌سازی ایجاد می‌شود. معمولاً از جعبهٔ شنی، برای تست برنامه‌هایی استفاده می‌شوند که ممکن است حاوی بدافزار باشند.
چنانچه برنامه‌هایی نظیر رایانامه‌خوان و مرورگر اینترنت را در جعبهٔ شنی اجرا شوند، ریسک آلوده شدن از طریق پیوست و ابرپیوند‌ها کاهش می‌یابد.

## خطرات
استفاده از جعبهٔ شنی تضمینی در جلوگیری از آلوده‌شدن برنامهٔ میزبان را به دست نمی‌دهد. بسیاری از بدافزارها حاوی دستورالعمل‌های جهت دور زدن جعبه‌های شنی می‌باشند.